# Oxygyne
Oxygyne Schltr. – rodzaj jednorocznych, myko-heterotroficznych roślin bezzieleniowych z rodziny Thismiaceae, obejmujący 4 gatunki występujące w Kamerunie oraz południowej Japonii.
Nazwa naukowa rodzaju pochodzi od greckich słów οξύς (oxys – ostry) i γυνή (gyni – kobieta) i odnosi się do kształtu słupków.

## Morfologia
KorzenieBudowa korzeni nieznana.
LiścieZredukowane, łuskowate.
KwiatyKwiaty obupłciowe, 3-pręcikowe, pojedyncze. Okwiat pojedynczy, lejkowaty, o listkach położonych w dwóch okółkach równej długości. Gardziel kwiatu z pierścieniem. Pręciki zakrzywione, wierzchołkowo wpuszczone w pierścień. Zalążnia jednokomorowa.
OwoceKubeczkowate torebki.

## Systematyka
Pozycja rodzaju według APW (aktualizowany system APG IV z 2016)
Rodzaj należy do rodziny Thismiaceae, w rzędzie pochrzynowców (Dioscoreales) w obrębie kladu jednoliściennych (monocots).
Gatunki
- Oxygyne hyodoi C.Abe & Akasawa
- Oxygyne shinzatoi (Hatus.) C.Abe & Akasawa
- Oxygyne triandra Schltr.
- Oxygyne yamashitae Yahara & Tsukaya

## Zagrożenie i ochrona
Gatunek Oxygyne triandra jest ujęty w Czerwonej księdze gatunków zagrożonych ze statusem CR (krytycznie zagrożony). Znany jest z pojedynczej lokalizacji na zboczu Kamerunu. Został uznany za krytycznie zagrożony wyginięciem z uwagi na niszczenie lasów związane z ekspansją rolnictwa.